# 한국메추리협회
한국메추리협회는 메추리산업 발전, 회원공동이익, 국가축산 진흥시책과 국제경제 향상 기여 목적으로 2002년 3월 27일 설립된 대한민국 농림수산식품부 소관의 사단법인이다. 사무실은 서울특별시 강서구 화곡1동 927-5(301)에 있다.

## 주요 사업
- 메추리 사료 및 기자재 공동 구입사업
- 협회지 발간 및 사육 기술 등 정보 제공 사업
- 메추리알 등 생산물의 소비 홍보 추진 사업
- 각호에 관련된 부대 사업